# Lajos Németh
Pour les articles homonymes, voir Németh.
Lajos Németh, né le 16 août 1944 à Gyomaendrőd, et mort le 26 janvier 2014 , est un footballeur hongrois devenu arbitre de football.

## Carrière de footballeur
Il commence sa carrière de footballeur en tant qu'avant-centre. Il joue dans quatre clubs différents, sans jamais remporter de titres. Avec les deux derniers, il rencontre la première division hongroise.

### Clubs
- 1962–1965 :  Gyomai SE
- 1966 :  H. Szalvai SE
- 1967 :  Bp. Honvéd (10 matchs pour 2 buts)
- 1968–1978 :  Békéscsabai ESSC (101 matchs pour 16 buts)

## Carrière d’arbitre
Après sa carrière de footballeur, il se reconvertit en 1978, et fut arbitre international de 1983 à 1992, dont en compétition : 
- Coupe du monde de football de 1986 (1 match)